# Nausseden (Kreis Heiligenbeil)
Nausseden war ein Ort im Kreis Heiligenbeil in Ostpreußen. Seine Ortsstelle gehört heute zum Munizipalkreis Rajon Bagrationowsk (Stadtkreis Preußisch Eylau) in der Oblast Kaliningrad (Gebiet Königsberg (Preußen)) der Russischen Föderation.

## Geographische Lage
Die Ortsstelle Naussedens liegt am Ostufer des Flüsschens Kornewka (deutsch Stradick) im südlichen Westen der Oblast Kaliningrad, 22 Kilometer östlich der ehemaligen Kreisstadt Heiligenbeil (russisch Mamonowo) bzw. 26 Kilometer nordwestlich der heutigen Rajonshauptstadt Bagrationowsk (deutsch Preußisch Eylau).

## Geschichte
Das seinerzeitige Nowssin wurde 1414 erstmals erwähnt. Es handelte sich um ein Gut mit Park und einer Wassermühle. Nach 1414 hieß der Ort Nausien, nach 1427 Nawnezeden, vor 1785 Naussedern und nach 1785 Nausseden. Eine russische Name ist nicht bekannt.
Am 11. Juni 1874 wurde der Gutsbezirk Nausseden Teil des neu errichteten Amtsbezirks Kukehnen (russisch Ladoschskoje) im ostpreußischen Kreis Heiligenbeil. Im Jahre 1910 zählte Nausseden 92 Einwohner.
Am 30. September 1928 gab Nausseden seine Eigenständigkeit auf und schloss sich mit dem Gutsbezirk Kukehnen zur neuen Landgemeinde Kukehnen zusammen.
Im Jahre 1945 fiel Nausseden in Kriegsfolge mit dem gesamten nördlichen Ostpreußen an die Sowjetunion. Es scheint keine russische Namensgebung erfolgt zu sein, offiziell wurde der Ort nicht mehr erwähnt und gilt heute als untergegangen. Seine Ortsstelle findet sich heute im Munizipalkreis Rajon Bagrationowsk (Stadtkreis Preußisch Eylau) in der russischen Oblast Kaliningrad (Gebiet Königsberg (Preußen)).

## Religion
Nausseden war bis 1945 in das Kirchspiel der evangelischen Kirche Zinten (russisch Kornewo) in der Kirchenprovinz Ostpreußen der Kirche der Altpreußischen Union eingegliedert.

## Verkehr
Die nicht mehr erkennbare Ortsstelle Naussedens ist von der Kommunalstraße 27K-089 unweit Kornewos in nördlicher Richtung über Landwegsverbindungen zu erreichen. Bis 1945 war Zinten die nächste Bahnstation.